# Gravenbol
Gravenbol is een natuur- en dagrecreatiegebied aan de Nederrijn bij Wijk bij Duurstede. Het gebied ligt aan het einde van de Dode Arm van de Lek, tussen Wijk bij Duurstede en Amerongen. 
Gravenbol is een vroegere ontzanding voor de aanleg van wegen. Nadien werd de plas ingericht voor waterrecreatie. Dit gebeurde door de aanleg van een vooroever met rieteilanden en het terugbrengen van de bodemdiepte van 20 meter naar 5 meter. Bij de herinrichting werd gebruikgemaakt van de grondbank voor “Ruimte voor de Rivier”-projecten. Voor de recreanten zijn er aanlegsteigers voor plezierjachten, een surfstrand en een toiletgebouw. Het gebied is voor het grootste deel eigendom van het Recreatieschap Groenlanden. Gravenbol is als Natura 2000-gebied een belangrijk rust- en broedgebied voor vogels. De westpunt is beperkt toegankelijk via een wandelpad.

## Geschiedenis
Gravenbol ontstond in de 19e eeuw toen de Rijn werd rechtgetrokken door het graven van een nieuwe rivierbedding. De zuidelijke meander van de Rijn richting Wijk bij Duurstede werd hierdoor afgesneden. Ook werd een stuw aangelegd. De Waarden van Gravenbol is het uiterwaardengebied in de omgeving. De voormalige zomerkaden en de oude rivierbeddingen zijn nog herkenbaar. De waterstanden op de Gravenbol variëren van 2 meter in de zomer tot ruim 8 meter in de winter en het voorjaar. Bij hoge waterstanden komt het hele gebied onder water te staan. De meeste recreatieve voorzieningen zijn daarom verplaatsbaar.